# Frank Hanuš Argus
Frank Hanuš Argus, vl. jménem Hans Heinz Schimbera (22. září 1902 Čáslav – 16. září 1968 Praha) byl český armádní důstojník, dramatik, novinář, spisovatel, překladatel a příležitostný herec německého původu.

## Životopis
Frank Hanuš Argus se narodil 22. září 1902 v Čáslavi. Poté, co Hansův otec během první světové války zemřel, se Schimberovi odstěhovali nejprve do Vídně a od roku 1918 žili v Brně, kde také Hans v roce 1919 odmaturoval. Následně vstoupil do řad československé armády a poté, co se v roce 1924 stal důstojníkem v záloze, přijal pseudonym Frank Hanuš Argus a začal se intenzivně věnovat literární činnosti. Do roku 1939 psal německy; byl například dopisovatelem časopisu Sozialdemokrat a zahraničních filmových magazínů, k nimž patřil mimo jiné Mein Film či Kinematograph. V letech 1927–29 působil jako redaktor týdeníku Prager Filmkurier, v jehož redakci pracoval i v letech 1934–36, kdy byl tento obnoven jako čtrnáctideník.
O filmech však Argus nejen psal, ale na jejich vzniku se přímo podílel – epizodní herecké úlohy ztvárnil například v roce 1927 ve vynikajícím němém filmu Batalion (s Karlem Hašlerem v hlavní roli), v červenoknihovní Sextánce a dalším němém filmu Nemodlenec. O rok později se mihl ve filmech Filosofka Mája, Mlynář a jeho dítě a Známosti z ulice a v roce 1930 ztvárnil drobné postavy v němých filmech Černé oči, proč pláčete…? a Opeřené stíny. V roce 1929 se Argus stal autorem námětu a scénáře k filmovému melodramatu režiséra Josefa Medeotti-Boháče Kamarádské manželství a zahrál si v něm rovněž jednu z vedlejších rolí. Bohužel, právě tento film se jako jediný z vyjmenovaných nedochoval.
V téže době byl Argus činný i literárně – od 20. let psal německy romány žánru červené knihovny, které později vycházely i v českém překladu pod názvy Očistec lásky, Pohádka lásky, Touha po štěstí a podobně. Od vypuknutí Druhé světové války však začal psát výhradně česky – publikoval například tehdy velmi populární román Poslední Podskalák, obratem zfilmovaný Janem Svitákem s řadou oblíbených herců v čele s Jaroslavem Vojtou, sci-fi román Muž dvou duší, román Věčná píseň nebo divadelní hru Věčný kruh.
V umělecké činnosti pokračoval Argus i po válce – v roce 1957 měla například premiéru jeho divadelní hra Z cizího krev neteče a o rok později komedie Každý má něco. Po pětatřiceti letech se Hans Argus objevil ještě jednou i před filmovou kamerou – v roce 1965 ztvárnil drobnou roli německého důstojníka v jednom z nejzajímavějších filmů Karla Kachyni Ať žije republika!
Zemřel v Praze o tři roky později ve věku těsně nedožitých 66. narozenin.